# Bisbat de Gap

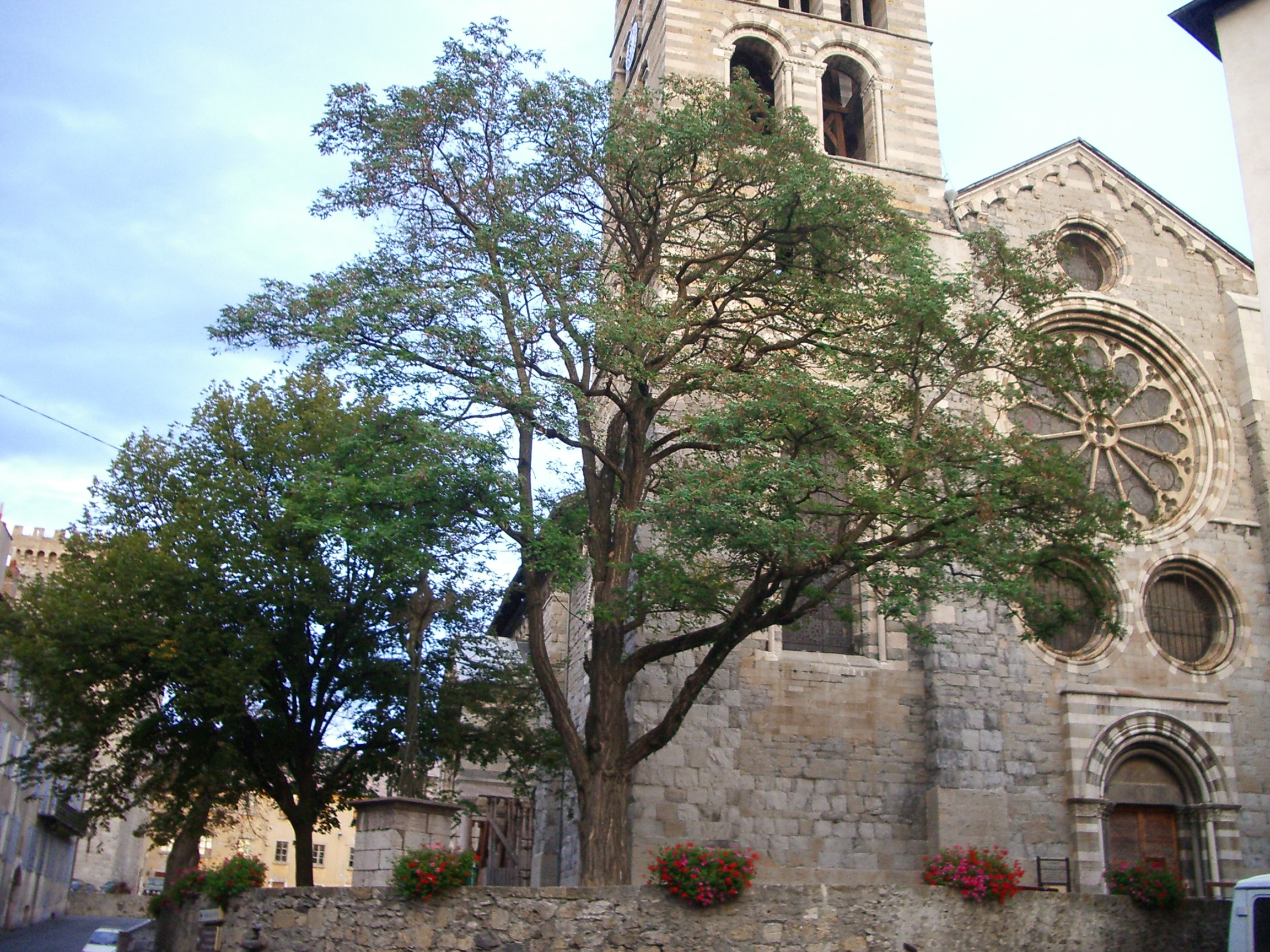
Embrun, cocatedral de Notre-Dame du Réal

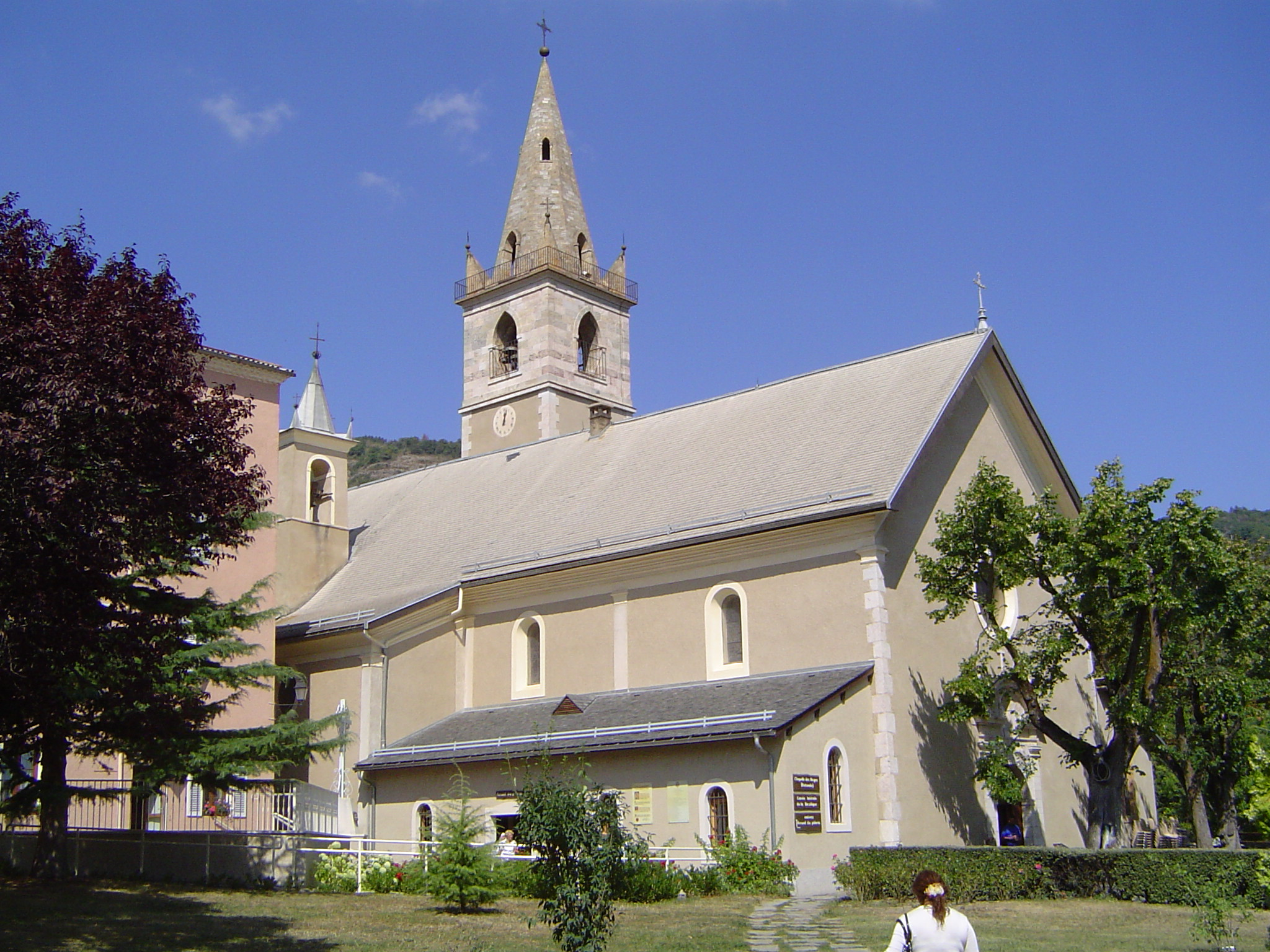
La basílica de Nostra Senyora del Laus, construïda al lloc on van succeir-se una sèrie d'aparicions marianes el 1664.

El bisbat de Gap (francès: Diocèse de Gap et d'Embrun, llatí: Dioecesis Vapincensis) és una seu de l'Església Catòlica a França, sufragània de l'arquebisbat de Marsella. Al 2013 tenia 121.300 batejats sobre una població de 141.500 habitants. Actualment està regida pel bisbe Xavier Malle.

## Territori
La diòcesi comprèn el departament francès dels Alts Alps.
La seu episcopal és la ciutat de Gap, on es troba la catedral de Nostra Senyora Assumpta i Sant Arnaux. A Embrun es troba la cocatedral de Notre-Dame du Réal.
El territori s'estén sobre 5.643 km², i està dividit en 188 parròquies, agrupades en 3 arxiprestats i 8 vicariats:
- arxiprestat de Saint-Arnoux, format pels decanats de Gapençais, de Chorges-L'Avance, de la Durance i del Champsaur-Valgaudemar;
- arxiprestat de Saint-Arey, format pel decanat de Buëch-Dévoluy;
- arxiprestat de Saint-Marcellin, format pels decanats de l'Embrunais-Savinois, del Guillestrois-Queyras i del Briançonnais.

## Història
La diòcesi va ser erigida probablement al segle v. Abans del bisbe Constantí, que va morir el 456, els noms dels bisbes no tenen suficients proves documentals. Originalment, la diòcesi sembla sufragània de l'arxidiòcesi d'Ais de Provença.
En els primers segles la figura de sant Aredio, que va organitzar les parròquies de la diòcesi, va establir una residència episcopal i va donar la benvinguda als missioners aue Gregori el Gran va enviar a Britànnia per evangelitzar els angles i els saxons. En el segle xi va ser important l'episcopat de sant Arnoux, que va erradicar la simonia i la corrupció que va caracteritzar el seu predecessor; és venerat com a patró de la diòcesi.
El 1220, mentre sant Francesc encara vivia, els franciscans fundaren un convent a la ciutat de Gap, seguit un segle més tard pels dominics.
Al segle xvi, la Reforma protestant va provocar disturbis i violència a la diocèsi, tant que en 1562 la ciutat es va incendiar. Després els predicadors hugonots i els seus seguidors, trobaren refugi a Ginebra. El bisbe Gabriel de Clermont es va adherir al calvinisme i, per tant, va ser destituït.
El 1664, una sèrie d'aparicions marianes es van iniciar al santuari de Nostra Senyora de Laus, que no van acabar fins en 1718.
Al segle xviii, el bisbe François de Malissoles es va distingir, i va poder contrastar amb eficàcia el jansenisme. L'últim bisbe abans de l'abolició, François de Vareille, va morir a l'exili sense acceptar sotmetre a la Santa Seu la renúncia del govern de la diòcesi.
Seguint el concordat amb la butlla Qui Christi Domini del Papa Pius VII del 29 de novembre de 1801, la diòcesi va ser suprimida i el seu territori es va dividir entre les diòcesis de Digne i Grenoble.
Al juny de 1817 es va signar un nou concordat entre la Santa Seu i el govern francès, seguit el 27 de juliol de la butlla Commissa divinitus, amb el qual el Papa va restaurar la seu de Gap. No obstant això, ja que el concordat no va entrar en vigor perquè no va ser ratificat pel Parlament de París, aquest erecció hi va haver cap efecte.
El 6 d'octubre de 1822 en virtut de la butlla Paternae charitatis del mateix Papa Pius VII la diòcesi va ser finalment restaurada com sufragània d'Ais en el territori de l'antiga diòcesi, a la qual es va afegir la major part de l'arxidiòcesi d'Embrun, que havia estat suprimit el 1801.
Durant el segle xix, molts sacerdots de la diòcesi es van convertir en missioners i van dur a terme el seu apostolat a tot el món; entre ells Jacques Chastan, missioner de la Societat per a les Missions Exteriors de París, màrtir a Corea i canonitzat el 1984. També es recorda a Jean-Hippolyte Gondre, segon fundador dels Germans del Sagrat Cor, declarat venerable el 1984; i Pierre-Julien Eymard, fundador de la Congregació del Santíssim Sagrament, canonitzat el 1962.
Entre 1866 i 1904 es va construir la nova catedral de la diòcesi, que va substituir la medieval caiguda de les ruïnes, que va ser consagrada el 1895, abans del final de les obres.
El 8 de desembre de 2002, amb la reorganització de les circumscripcions diocesanes franceses, va passar a formar part de la província eclesiàstica de Marsella.
El 31 de desembre de 2007, el títol d'Embrun es va unir als bisbes de Gap: aquest esdeveniment va ser solemnement proclamat durant la Missa Crismal el 18 d'abril de 2008, celebrada extraordinàriament a la catedral d'Embrun.
El 4 de maig de 2008, el bisbe Jean-Michel de Falco va emetre un decret que reconeixia el caràcter sobrenatural dels esdeveniments de la nostra Senyora de Laus.

## Cronologia episcopal
- San Demetrio † (finals del segle i)
- San Tigride (o Teridio) † (segle iv)
- San Remedio (o Remigio) † (segle iv)[3]
- San Costantino † (abans del 439 - després del 450)[4]
- San Costanzo † (abans del 517 - després del 529)[5]
- Vellesio † (abans del 541 - després del 554)
- Sagittario † (abans del 570 - 579 deposat)
- Sant'Aredio † (abans del 584 - després del 608 aproximadament)
- Valatone † (citat el 614)
- Potentissimo † (citat el 650)
- Sinforiano † (inicis del segle viii)[6]
- Donadio † (citat el 788 o 791)
- Biraco † (abans del 876 - després del 879)
- Casto † (citat el 950)
- Ugo I † (abans del 971 - després del 988)
- Feraud † (abans del 1010 - després del 1040)[7]
- Rodolphe † (citat el 1044)
- Ripert † (abans del 1055 - després de setembre de 1061 deposat)[8]
- Sant'Arnoux, O.S.B. † (després de maig de 1063 - 19 de setembre de vers 1070/1079 mort)[9]
- Laugier I † (abans de març de 1079 - després del 1081[10]
- Odilon † (citat el 1085 aproximadament)
- Isoard † (citat el maig de 1105)[11]
- Laugier II † (abans d'octubre de 1106 - després d'octubre de 1121 mort)
- Pierre Grafinel † (després de juliol de 1122 - després d'agost de 1129 mort)
- Guillaume I † (de gener de/de març de 1131 - 2 de novembre de 1149 mort)
- Raimond † (vers 1150 - 1156 o 1157 mort)
- Grégoire † (1157 - 1180 mort)
- Guillaume II † (abans de novembre de 1180 - després del 1188)
- Frédéric † (citat el 1198)
- Guillaume de Gières † (vers 1199 - després del 1211 mort)
- Hugues II † (abans del 1215 - 10 de febrer de 1217 nomenat arquebisbe d'Arle)
- Guigues † (després del 19 de juliol de 1217 - després de juny de 1219 mort o renuncià)
- Guillaume d'Esclapon, O.S.B. † (vers de setembre de 1219 - després del 26 de juny de 1235 mort)
- Robert † (1235 - 14 de febrer de 1251 mort)
- Othon de Grasse † (abans del 20 de juliol de 1251 - després de l'1 de maig de 1281 mort)
- Raimond de Mévouillon, O.P. † (3 de juny de 1282 - 4 d'octubre de 1289 nomenat arquebisbe d'Embrun)
- Geofroi de Lincel † (26 de novembre de 1289 - 6 de juny de 1315 mort)
- Olivier de Laye † (abans del 10 de novembre de 1315 - després del 28 de febrer de 1316 mort)
- Bertrand de Lincel † (de setembre de 1316 - 4 de febrer de 1318 mort)
- Guillaume d'Étienne † (13 de març de 1318 - 29 d'agost de 1328 mort)
- Dragonnet de Montauban † (31 d'agost de 1328 - de febrer de/de març de 1349 mort)
- Henri de Poitiers † (11 de maig de 1349 - 13 de març de 1353 nomenat bisbe de Troyes)
- Gilbert de Mendegaches † (30 de gener de 1353 - 21 d'agost de 1357 nomenat bisbe de Lodeva)
- Jacques de Deaux † (21 d'agost de 1357 - 6 d'abril de 1362 nomenat bisbe de Nîmes)
- Guillaume Fournier di Marcossey † (10 de juny de 1362 - 10 d'abril de 1366 nomenat bisbe de Ginebra)
- Jacques Artaud † (10 d'abril de 1366 - d'agost de 1399 mort)
- Raimond de Bar † (14 d'octubre de] 1399 - 17 de desembre de 1404 nomenat bisbe de Montauban)
- Jean des Saints † (17 de desembre de 1404 - 20 d'agost de 1409 nomenat bisbe de Meaux)
- Antoine Juvénis † (1409 - juny de 1411 mort)
- Alessio da Seregno, O.F.M. † (20 d'agost de 1409 - 27 d'agost de 1411 nomenat bisbe de Piacenza)
- Léger Saporis d'Eyragues † (27 d'agost de 1411 - 11 de febrer de 1429 nomenat bisbe de Maguelone)
- Guillaume de Forestier † (11 de febrer de 1429 - d'agost de 1442 mort)
- Gaucher de Forcalquier † (17 de desembre de 1442 - 6 d'octubre de 1484 mort)
- Gabriel de Sclafanatis † (13 d'octubre de 1484 - 11 de novembre de 1526 mort)
- Gabriel de Clermont † (18 de febrer de 1527 - 1571 deposat)
- Pierre Paparin † (27 d'agost de 1572 - 1 d'agost de 1600 mort)
- Charles-Salomon du Serre † (30 d'agost de 1600 - 16 de maig de 1637 mort)
- Arthur de Lionne † (11 d'abril de 1639 - 1662 renuncià)
- Pierre Marion † (26 de juny de 1662 - 25 d'agost de 1675 mort)
- Guillaume de Meschatin † (24 de maig de 1677 - 2 de febrer de 1679 mort)
- Victor-Augustin Méliand † (27 de maig de 1680 - 7 de juliol de 1692 nomenat bisbe d'Alet)
- Charles-Béningne Hervé † (15 d'octubre de 1692 - abans del 15 de novembre de 1706 renuncià)
- François de Malissoles † (15 de novembre de 1706 - 21 de setembre de 1738 mort)
- Claude de Cabane † (22 de juny de 1739 - 10 de setembre de 1741 mort)
- Jacques-Marie de Caritat de Condorcet † (20 de desembre de 1741 - 16 de desembre de 1754 nomenat bisbe d'Auxerre)
- Pierre-Annet de Pérouse † (17 de febrer de 1755 - 18 de juliol de 1763 mort)
- François de Narbonne Lara † (20 de febrer de 1764 - 18 d'abril de 1774 nomenat bisbe d'Évreux)
- François de Jouffroy † (28 de febrer de 1774 - 28 de març de 1778 renuncià)[12]
- Jean-Baptiste-Marie de Maillé de la Tour-Landry † (30 de març de 1778 - 20 de juny de 1784 renuncià)[13]
- François de Vareille † (25 de juny de 1784 - 1815 renuncià)[14]
  - Seu suprimida (1801-1822)
- François-Antoine Arbaud † (16 de maig de 1823 - 27 de març de 1836 mort)
- Nicolas-Augustin de la Croix d'Azolette † (19 de maig de 1837 - 27 d'abril de 1840 nomenat arquebisbe d'Aush)
- Louis Rossat † (14 de desembre de 1840 - 17 de juny de 1844 nomenat bisbe de Verdun)
- Jean-Irénée Depéry † (17 de juny de 1844 - 9 de desembre de 1861 mort)
- Victor-Félix Bernadou † (7 d'abril de 1862 - 12 de juliol de 1867 nomenat arquebisbe de Sens)
- Aimé-Victor-François Guilbert † (20 de setembre de 1867 - 22 de setembre de 1879 nomenat bisbe d'Amiens)
- Marie-Ludovic Roche † (22 de setembre de 1879 - 6 d'octubre de 1880 mort)
- Jean-Baptiste-Marie-Simon Jacquenet † (13 de maig de 1881 - 27 de març de 1884 nomenat bisbe d'Amiens)
- Louis-Joseph-Jean-Baptiste-Léon Gouzot † (27 de març de 1884 - 26 de maig de 1887 nomenat arquebisbe d'Aush)
- Jean-Alphonse Blanchet † (26 de maig de 1887 - 19 de maig de 1888 mort)
- Prosper-Amable Berthet † (27 de maig de 1889 - 25 d'octubre de 1914 mort)
- Gabriel-Roch de Llobet † (22 de gener de 1915 - 16 de gener de 1925 nomenat arquebisbe titular d'Odesso i coadjutor d'Avinyó)
- Jules-Géraud Saliège † (29 d'octubre de 1925 - 6 de desembre de 1928 nomenat arquebisbe de Tolosa)
- Camille Pic † (17 de desembre de 1928 - 16 d'agost de 1932 nomenat bisbe de Valença)
- Auguste-Callixte-Jean Bonnabel † (16 d'agost de 1932 - 13 de febrer de 1961 jubilat)
- Georges Jacquot † (13 de febrer de 1961 - 1 de novembre de 1966 nomenat arquebisbe de Marsella)
- Robert-Joseph Coffy † (11 de febrer de 1967 - 15 de juny de 1974 nomenat arquebisbe d'Albi)
- Pierre Bertrand Chagué † (18 de gener de 1975 - 1 d'octubre de 1980 mort)
- Raymond Gaston Joseph Séguy (14 d'octubre de 1981 - 31 de juliol de 1987 nomenat bisbe d'Autun)
- Georges Lagrange † (11 de juliol de 1988 - 18 de novembre de 2003 renuncià)
- Jean-Michel di Falco (18 de novembre de 2003 - 8 d'abril de 2017 jubilat)
- Xavier Malle, des del 8 d'abril de 2017

## Estadístiques
A finals del 2013, la diòcesi tenia 121.300 batejats sobre una població de 141.500 persones, equivalent al 85,7% del total.
| any  | població | població | població | sacerdots | sacerdots       | sacerdots       | sacerdots             | diaques | religiosos | religiosos | parròquies |
| ---- | -------- | -------- | -------- | --------- | --------------- | --------------- | --------------------- | ------- | ---------- | ---------- | ---------- |
| any  | batejats | total    | %        | total     | clergat secular | clergat regular | batejats por sacerdot | diaques | homes      | dones      |            |
| 1950 | 80.000   | 85.000   | 94,1     | 156       | 153             | 3               | 512                   |         |            | 475        | 201        |
| 1969 | 89.000   | 92.000   | 96,7     | 135       | 128             | 7               | 659                   |         | 7          | 240        | 63         |
| 1980 | 83.300   | 103.700  | 80,3     | 112       | 104             | 8               | 743                   |         | 10         | 246        | 202        |
| 1990 | 95.700   | 112.000  | 85,4     | 96        | 89              | 7               | 996                   | 1       | 7          | 178        | 202        |
| 1999 | 96.900   | 114.500  | 84,6     | 99        | 82              | 17              | 978                   | 1       | 23         | 147        | 202        |
| 2000 | 100.000  | 121.419  | 82,4     | 91        | 76              | 15              | 1.098                 | 2       | 31         | 144        | 202        |
| 2001 | 100.000  | 121.253  | 82,5     | 92        | 76              | 16              | 1.086                 | 2       | 30         | 139        | 202        |
| 2002 | 100.000  | 121.253  | 82,5     | 86        | 72              | 14              | 1.162                 | 4       | 28         | 143        | 202        |
| 2003 | 100.000  | 121.253  | 82,5     | 86        | 71              | 15              | 1.162                 | 4       | 29         | 142        | 202        |
| 2004 | 100.000  | 121.253  | 82,5     | 86        | 69              | 17              | 1.162                 | 4       | 31         | 142        | 202        |
| 2006 | 114.000  | 126.800  | 89,9     | 72        | 64              | 8               | 1.583                 | 4       | 11         | 137        | 202        |
| 2013 | 121.300  | 141.500  | 85,7     | 59        | 51              | 8               | 2.055                 | 8       | 9          | 85         | 188        |